# مجلس بحوث النقل
إن مجلس بحوث النقل (TRB) هو أحد أقسام المجلس الوطني للبحوث، الذي يعمل كمستشار مستقل للرئيس والكونغرس والهيئات الفيدرالية حول المسائل العلمية والفنية ذات الأهمية الوطنية. ويقوم بإدارة المجلس الوطني للبحوث الأكاديمية الوطنية للعلوم بالاشتراك مع الأكاديمية الوطنية للهندسة ومعهد الطب. ومهمة مركز بحوث النقل هي - أحد ستة أفرع أساسية في المركز الوطني للبحوث - تشجيع الابتكار والتطوير في مجال النقل من خلال الأبحاث. ففي مناخ موضوعي ومتعدد التخصصات، يقوم المجلس بتسهيل مشاركة المعلومات حول ممارسة وسياسة النقل أمام الباحثين والممارسين؛ ويشجع المجلس أيضًا على إجراء البحوث ويقدم خدمات لإدارة البحوث تروج للتميز الفني؛ ويقدم المجلس مشورات احترافية حول سياسية النقل وبرامجه؛ وينشر المجلس نتائج البحوث على نطاق واسع ويشجع على تنفيذ تلك النتائج.
ينفذ مجلس بحوث النقل تلك المهمة بالتعاون مع أكثر من 200 لجنة مشكلة وهيئات عمل تتناول جميع أوضاع وجواني النقل؛ وبنشر وإصدار التقارير والأوراق البحثية الفنية الخاضعة لمراجعة الأقران حول نتائج البحوث؛ وينفذ المجلس مهمته كذلك بإدارة البحوث التعاونية والبرامج البحثية الأخرى؛ وبإجراء دراسات خاصة حول مشكلات سياسة النقل بناءً على طلب الكونغرس الأمريكي والهيئات الحكومية؛ وبتشغيل ملف كمبيوتر على الإنترنت يضم معلومات بحوث النقل؛ وباستضافة اجتماع سنوي يجذب عادةً أكثر من 10.000 شخص متخصص في مجال النقل من جميع أنحاء الولايات المتحدة ومن خارجها.
تنظم أعمال المجلس كما يلي:
- القسم أ - الأنشطة الفنية
- القسم ب - دراسات وبرامج خاصة
- القسم ج - الإدارة والتمويل
- القسم د - برامج الأبحاث التعاونية
- SHRP 2 - برنامج أبحاث الطرق السريعة الاستراتيجي الثاني (SHRP 2)

تعتمد أنشطة المجلس المختلفة سنويًا على ما يزيد عن 5000 مهندس وعالم وباحثين آخرين في مجال النقل من القطاعات العامة والخاصة والأكاديميين؛ ويشاركون جميعًا بخبراتهم في الصالح العام من خلال المشاركة في لجان المجلس وهيئاته وفرق العمل. ويحصل البرنامج على دعم من أقسام النقل، والإدارات المختلفة في وزارة النقل الأمريكية وغيرها من الهيئات الفيدرالية والجمعيات الصناعية وغيرها من المؤسسات والأفراد المهتمين بتطوير النقل.

## قواعد البيانات
تقدم خدمات معلومات بحوث النقل (TRIS) التابعة لمجلس البحوث الوطني العديد من قواعد البيانات أمام الباحثين:
قاعدة بيانات معلومات بحوث النقل (TRID) وخدمات معلومات بحوث النقل (TRIS) وقاعدة بيانات وثائق بحوث النقل الدولية (ITRD) إن قاعدة بيانات معلومات بحوث النقل (TRID) هي قاعدة بيانات متكاملة تجمع بين السجلات من خدمات معلومات بحوث النقل التابعة لمجلس البحوث الوطني وقاعدة بيانات منظمة التعاون الاقتصادي والتنمية (OECD) الخاصة بوثائق بحوث النقل الدولية التابعة لمركز بحوث النقل المشترك. وتعد قاعدة بيانات معلومات بحوث النقل هي أكبر وأشمل مصدر لمعلومات النقل. حيث تضم ما يزيد عن 930.000 سجل لأبحاث منشورة وأبحاث لا زالت قيد التنفيذ وتغطي جميع المجالات والتخصصات في النقل. فهناك ما يزيد عن 64 ألف سجل تشتمل على روابط لمستندات كاملة النص. ولقد تمت فهرسة سجلات قاعدة بيانات معلومات بحوث النقل (TRID) حسب المفردات القياسية من معجم بحوث النقل (TRT) أو معجم قاعدة بيانات وثائق بحوث النقل الدولية (ITRD) اعتمادًا على تنظيم المصدر. وتتوفر قاعدة بيانات معلومات بحوث النقل مجانًا عبر موقع مجلس بحوث النقل على trid.trb.org
قاعدة بيانات الأبحاث الجارية (RiP) تشتمل قاعدة بيانات الأبحاث الجارية على ما يزيد عن 12400 مشروع أبحاث نقل لا زالت قيد التنفيذ أو تم الانتهاء منها حديثًا، وفي أغلب الأحيان تقوم الإدارات النموذجية في وزارة النقل الأمريكية وإدارات النقل في الولاية بتمويل تلك الأبحاث، أو يقوم بتمويلها برامج البحوث التعاونية التابعة لمجلس بحوث النقل.
قاعدة بيانات الاحتياجات البحثية (RNS) يقوم مجلس بحوث النقل بوظيفة مهمة تتمثل في تشجيع الأبحاث التي تعالج مشكلات مجتمع النقل. ودعمًا لهذه الوظيفة، تقوم لجنة الأنشطة الفنية لمجلس بحوث النقل بتعريف بيانات الاحتياجات البحثية وتعمل على تحريرها ونشرها ليستخدمها الممارسون والباحثون وغيرهم.
دليل منشورات مجلس بحوث النقل يشتمل هذا الدليل على معلومات ببليوغرافية عما يقرب من 48.000 ورقة بحثية ومقالة وتقارير قام بنشرها مجلس بحوث الطرق السريعة ومجلس بحوث النقل وبرنامج أبحاث الطرق السريعة الإستراتيجية ومجلس الطرق البحرية.
قاعدة بيانات أوراق بحثية جاهزة للتطبيق (PRP) تشتمل قاعدة البيانات هذه على الأوراق البحثية التي تم تعريفها بأنها أوراق بحثية يمكن أن تساهم نتائج البحث المقدمة فيها، والتي تمت مناقشتها، في حل المشكلات الحالية أو المستقبلية أو المشكلات التي تواجه الممارسين. فالمعلومات المقدمة في تلك الأوراق جاهزة للتطبيق الفوري أو تحتاج إلى أدنى حد ممكن من البحث أو جهود التطبيق.

## منشورات
- دليل كفاءة الطرق السريعة